# Unione Calcio AlbinoLeffe 2021-2022
Questa voce raccoglie le informazioni riguardanti l'Unione Calcio AlbinoLeffe nelle competizioni ufficiali della stagione 2021-2022.

## Stagione
Nella stagione 2021-2022 l'AlbinoLeffe disputa il girone A del campionato di Serie C, con 45 punti ottiene il dodicesimo posto finale, ad una sola lunghezza dai Play-off. La squadra orobica allenata da Michele Marcolini ha raccolto 24 punti nel girone di andata e 21 punti nel girone di ritorno, perdendo nel finale del torneo la possibilità di giocarsi gli spareggi. Nella Coppa Italia di Serie C la squadra biancoazzurra nel primo turno supera (2-1) il Lecco, nel secondo turno si impone (2-4) dopo i rigori alla Pro Vercelli, negli ottavi di finale incrocia il Trento (2-2) e poi lo batte ai rigori (8-7), nei quarti viene eliminata dal torneo (0-1) dal Catanzaro. Con 16 reti firmate il milanese Jacopo Manconi ha vinto la classifica marcatori del girone A, affiancato a Tommy Maistrello del Renate.

## Divise e sponsor
La divisa dell'AlbinoLeffe è composta da maglia blù-celeste, con calzoncini e calzettoni bianchi. Per questa stagione il main sponsor è Isocell, mentre lo sponsor tecnico è Acerbis.

## Rosa
| N. |                   | Ruolo | Calciatore           |
| -- | ----------------- | ----- | -------------------- |
| 1  | Italia (bandiera) | P     | Andrea Brevi         |
| 2  | Italia (bandiera) | D     | Jacopo Gelli         |
| 3  | Italia (bandiera) | D     | Ruggero Riva         |
| 4  | Italia (bandiera) | C     | Marco Nichetti       |
| 5  | Italia (bandiera) | D     | Diego Borghini       |
| 6  | Italia (bandiera) | D     | Mirko Saltarelli     |
| 7  | Italia (bandiera) | A     | Giacomo Tomaselli    |
| 8  | Italia (bandiera) | C     | Marco Piccoli        |
| 9  | Italia (bandiera) | A     | Sacha Cori           |
| 10 | Italia (bandiera) | A     | Jacopo Manconi       |
| 11 | Italia (bandiera) | A     | Alessandro Galeandro |
| 12 | Italia (bandiera) | P     | Matteo Rossi         |
| 13 | Italia (bandiera) | D     | Luca Milesi          |
| 14 | Italia (bandiera) | D     | Michael Ntube        |
| 15 | Italia (bandiera) | D     | Ivan Michelotti      |

| N. |                         | Ruolo | Calciatore          |
| -- | ----------------------- | ----- | ------------------- |
| 16 | Romania (bandiera)      | D     | Mihai Guşu          |
| 17 | Italia (bandiera)       | C     | Carmine Giorgione   |
| 18 | Mali (bandiera)         | C     | Issa Doumbia        |
| 19 | Italia (bandiera)       | A     | Mario Ravasio       |
| 20 | Francia (bandiera)      | C     | Gaël Genevier       |
| 21 | Italia (bandiera)       | C     | Amedeo Poletti      |
| 22 | Italia (bandiera)       | P     | Andrea Pagno        |
| 23 | Italia (bandiera)       | C     | Francesco Gelli     |
| 24 | Italia (bandiera)       | D     | Stefano Marchetti   |
| 25 | Burkina Faso (bandiera) | A     | Mohamed Ali Zoma    |
| 26 | Italia (bandiera)       | P     | Alberto Savini      |
| 27 | Italia (bandiera)       | D     | Armando Miculi      |
| 30 | Italia (bandiera)       | A     | Riccardo Martignago |
| 99 | Italia (bandiera)       | A     | Luca Petrungaro     |

## Calciomercato

### Sessione estiva(dal 01/07 al 31/08)
| Acquisti | Acquisti            | Acquisti         | Acquisti   |
| R.       | Nome                | da               | Modalità   |
| -------- | ------------------- | ---------------- | ---------- |
| P        | Andrea Pagno        | Ponte San Pietro | svincolato |
| P        | Matteo Rossi        | Carpi            | svincolato |
| D        | Stefano Marchetti   | Giana Erminio    | svincolato |
| D        | Ivan Michelotti     | Cagliari         | definitivo |
| D        | Michale Ntube       | Inter            | definitivo |
| D        | Mirko Saltarelli    | Bra              | svincolato |
| C        | Amedeo Poletti      | Juventus         | definitivo |
| A        | Riccardo Martignago | Ravenna          | svincolato |

| Cessioni | Cessioni              | Cessioni         | Cessioni      |
| R.       | Nome                  | a                | Modalità      |
| -------- | --------------------- | ---------------- | ------------- |
| P        | Andrea Brevi          | Brusaporto       | definitivo    |
| P        | Simone Caruso         |                  | svincolato    |
| D        | Simone Canestrelli    | Empoli           | definitivo    |
| D        | Riccardo Cerini       |                  | svincolato    |
| D        | Marco Maffi           | Ponte San Pietro | svincolato    |
| D        | Davide Mondonico      | Crotone          | svincolato    |
| C        | Lorenzo Berbenni      | Ponte San Pietro | definitivo    |
| C        | Gianmarco Gabbianelli | Rimini           | svincolato    |
| C        | Jacopo Ghezzi         |                  | svincolato    |
| A        | Piergiuseppe Maritato |                  | svincolato    |
| A        | Mattia Trovato        | Fiorentina       | fine prestito |

### Sessione invernale(dal 03/01 al 01/02)
| Acquisti | Acquisti     | Acquisti  | Acquisti   |
| R.       | Nome         | da        | Modalità   |
| -------- | ------------ | --------- | ---------- |
| D        | Jacopo Gelli | Frosinone | definitivo |
| D        | Luca Milesi  | Siena     | definitivo |

| Cessioni | Cessioni | Cessioni | Cessioni |
| R.       | Nome     | a        | Modalità |
| -------- | -------- | -------- | -------- |

## Risultati

### Serie C

#### Girone di andata
| Arbitro: | Gauzolino (Torino) |

|              |           |                           |
| Castelli 11’ | Marcatori | 75’ Galeandro 83’ Manconi |

| Arbitro: | Ancora (Roma) |

|             |           |               |
| Manconi 21’ | Marcatori | 51’ Casiraghi |

| Arbitro: | Andreano (Prato) |

|  |           |                  |
|  | Marcatori | 62’, 73’ Manconi |

| Arbitro: | Leone (Barletta) |

|                 |           |  |
| Cori 48’ (rig.) | Marcatori |  |

| Arbitro: | Delrio (Reggio Emilia) |

|  |           |             |
|  | Marcatori | 86’ Ravasio |

| Arbitro: | Pezzopane (L'Aquila) |

|  |           |           |
|  | Marcatori | 48’ Luppi |

| Arbitro: | Canci (Carrara) |

|                           |           |                                              |
| Natalucci 26’ Litteri 86’ | Marcatori | 16’ Ravasio 74’ (rig.) Manconi 90+3’ Poletti |

| Arbitro: | Djurdjevic (Trieste) |

|                                    |           |                                       |
| Tomaselli 35’ Galuppini 53’ (aut.) | Marcatori | 42’ Baldassin 68’ Rossetti 80’ Chakir |

| Arbitro: | D'Eusanio (Faenza) |

|                  |           |  |
| Varas 55’ (rig.) | Marcatori |  |

| Arbitro: | Catanoso (Reggio Calabria) |

|                           |           |                           |
| Manconi 40’ Giorgione 65’ | Marcatori | 47’ K. Jorge 67’ Pecorino |

| Arbitro: | Kumara (Verona) |

|  |           |                     |
|  | Marcatori | 10’ (rig.) D'Andrea |

| Arbitro: | Di Cairano (Ariano Irpino) |

|                        |           |  |
| Chiricò 5’ Jelenič 36’ | Marcatori |  |

| Arbitro: | Luongo (Napoli) |

|             |           |          |
| Manconi 43’ | Marcatori | 28’ Comi |

| Arbitro: | Fontani (Siena) |

|                                   |           |                               |
| Iocolano 54’ (rig.) Zambataro 55’ | Marcatori | 26’ Galeandro 85’, 90+3’ Zoma |

| Sesto San Giovanni 21 novembre 2021, ore 14:30 CET 15ª giornata | Pro Sesto           | 0 – 0 referto | AlbinoLeffe | Stadio Ernesto Breda (433 spett.)\| Arbitro: \| Zucchetti (Foligno) \| |
| Arbitro:                                                        | Zucchetti (Foligno) |               |             |                                                                        |

| Arbitro: | E. Longo (Cuneo) |

|                          |           |                                 |
| Ravasio 8’ Galeandro 62’ | Marcatori | 19’ Gonzi 23’ Rabbi 76’ Corbari |

| Verona 4 dicembre 2021, ore 15:00 CET 17ª giornata | Virtus Verona    | 0 – 0 referto | AlbinoLeffe | Centro sportivo Mario Gavagnin-Sinibaldo Nocini (395 spett.)\| Arbitro: \| Mucera (Palermo) \| |
| Arbitro:                                           | Mucera (Palermo) |               |             |                                                                                                |

| Arbitro: | Taricone (Perugia) |

|               |           |                          |
| Tomaselli 30’ | Marcatori | 42’ J. Gómez 56’ Contini |

| Trento 18 dicembre 2021, ore 14:30 CET 19ª giornata | Trento                  | 0 – 0 referto | AlbinoLeffe | Stadio Briamasco (600 spett.)\| Arbitro: \| Mastrodomenico (Matera) \| |
| Arbitro:                                            | Mastrodomenico (Matera) |               |             |                                                                        |

#### Girone di ritorno
| Arbitro: | Mirabella (Napoli) |

|            |           |              |
| Manconi 7’ | Marcatori | 80’ Pierozzi |

| Arbitro: | Luciani (Roma) |

|               |           |  |
| Casiraghi 67’ | Marcatori |  |

| Zanica 15 gennaio 2022, ore 18:00 CET 22ª giornata | AlbinoLeffe       | 0 – 0 referto | Fiorenzuola | AlbinoLeffe Stadium (226 spett.)\| Arbitro: \| Sfira (Pordenone) \| |
| Arbitro:                                           | Sfira (Pordenone) |               |             |                                                                     |

| Arbitro: | Ubaldi (Roma) |

|                     |           |            |
| Guccione 86’ (rig.) | Marcatori | 8’ Manconi |

| Arbitro: | Gigliotti (Cosenza) |

|             |           |                       |
| Manconi 17’ | Marcatori | 64’ (rig.), 68’ Corti |

| Arbitro: | Collu (Cagliari) |

|                |           |               |
| Balestrero 43’ | Marcatori | 27’ Galeandro |

| Arbitro: | Madonia (Palermo) |

|               |           |              |
| Tomaselli 42’ | Marcatori | 13’ St Clair |

| Arbitro: | Emmanuele (Pisa) |

|  |           |                                   |
|  | Marcatori | 54’ Saltarelli 78’ (rig.) Manconi |

| Arbitro: | Baratta (Rossano) |

|             |           |          |
| Doumbia 18’ | Marcatori | 35’ Nava |

| Arbitro: | Bordin (Bassano del Grappa) |

|               |           |          |
| Compagnon 17’ | Marcatori | 61’ Cori |

| Arbitro: | Arena (Torre del Greco) |

|                  |           |                                 |
| Cocco 44’ (rig.) | Marcatori | 51’ Manconi 53’ Cori 83’ Milesi |

| Arbitro: | Collu (Cagliari) |

|              |           |                   |
| Galeandro 3’ | Marcatori | 50’, 90+3’ Kirwan |

| Arbitro: | Lovison (Padova) |

|          |           |  |
| Comi 73’ | Marcatori |  |

| Arbitro: | Rinaldi (Bassano del Grappa) |

|                      |           |                 |
| Poletti 25’ Gusu 49’ | Marcatori | 82’ T. Morosini |

| Arbitro: | Vergaro (Bari) |

|             |           |             |
| Manconi 66’ | Marcatori | 16’ De Sena |

| Arbitro: | Pezzopane (L'Aquila) |

|                            |           |                  |
| Cesarini 9’ Dubickas 90+5’ | Marcatori | 90+3’ Martignago |

| Zanica 10 aprile 2022, ore 17:30 CEST 36ª giornata | AlbinoLeffe        | 0 – 0 referto | Virtus Verona | AlbinoLeffe Stadium (156 spett.)\| Arbitro: \| Di Reda (Molfetta) \| |
| Arbitro:                                           | Di Reda (Molfetta) |               |               |                                                                      |

| Arbitro: | Centi (Terni) |

|                     |           |                                    |
| J. Gómez 77’ (rig.) | Marcatori | 23’ Galeandro 34’ Gusu 54’ Manconi |

| Arbitro: | Fiero (Pistoia) |

|             |           |                                  |
| Manconi 20’ | Marcatori | 35’ (rig.), 90+1’, 90+3’ Bocalon |

### Coppa Italia Serie C
| Arbitro: | Burlando (Genova) |

|                            |           |              |
| Cori 42’ Canestrelli 45+2’ | Marcatori | 21’ Iocolano |

| Arbitro: | Zucchetti (Foligno) |

|                                    |                      |                                |
| Bunino 10’ Della Morte 48’         | Marcatori            | 35’ Poletti 61’ Piccoli        |
| Bruzzaniti Iezzi Sangiorgi Silenzi | Tiri di rigore 2 – 4 | Genevier Piccoli Nichetti Riva |

| Arbitro: | Perri (Roma) |

|                                                                                    |                      |                                                                                    |
| Ravasio 86’ Tomaselli 116’                                                         | Marcatori            | 48’ Barbuti 120+1’ Scorza                                                          |
| De Felice Tomaselli Nichetti Muzio Ravasio Marchetti Saltarelli Gusu Concas Miculi | Tiri di rigore 8 – 7 | Nunes Carini Chinellato Ruffo Luci Vianni Pattarello Scorza Seno Trainotti Simonti |

| Arbitro: | Cherchi (Carbonia) |

|  |           |             |
|  | Marcatori | 50’ Cinelli |

## Statistiche

### Statistiche di squadra
| Competizione         | Punti | In casa | In casa | In casa | In casa | In casa | In casa | In trasferta | In trasferta | In trasferta | In trasferta | In trasferta | In trasferta | Totale | Totale | Totale | Totale | Totale | Totale | DR |
| Competizione         | Punti | G       | V       | N       | P       | Gf      | Gs      | G            | V            | N            | P            | Gf           | Gs           | G      | V      | N      | P      | Gf     | Gs     | DR |
| -------------------- | ----- | ------- | ------- | ------- | ------- | ------- | ------- | ------------ | ------------ | ------------ | ------------ | ------------ | ------------ | ------ | ------ | ------ | ------ | ------ | ------ | -- |
| Serie C              | 45    | 19      | 2       | 9       | 8       | 19      | 26      | 19           | 8            | 6            | 5            | 23           | 17           | 38     | 10     | 15     | 13     | 42     | 43     | -1 |
| Coppa Italia Serie C | -     | 3       | 1       | 1       | 1       | 4       | 4       | 1            | 0            | 1            | 0            | 2            | 2            | 4      | 1      | 2      | 1      | 6      | 6      | 0  |
| Totale               | 45    | 22      | 3       | 10      | 9       | 23      | 30      | 20           | 8            | 7            | 5            | 25           | 19           | 42     | 11     | 17     | 14     | 48     | 49     | -1 |

### Andamento in campionato
| Giornata  | 1 | 2 | 3 | 4 | 5 | 6 | 7 | 8 | 9 | 10 | 11 | 12 | 13 | 14 | 15 | 16 | 17 | 18 | 19 | 20 | 21 | 22 | 23 | 24 | 25 | 26 | 27 | 28 | 29 | 30 | 31 | 32 | 33 | 34 | 35 | 36 | 37 | 38 |
| --------- | - | - | - | - | - | - | - | - | - | -- | -- | -- | -- | -- | -- | -- | -- | -- | -- | -- | -- | -- | -- | -- | -- | -- | -- | -- | -- | -- | -- | -- | -- | -- | -- | -- | -- | -- |
| Luogo     | T | C | T | C | T | C | T | C | T | C  | C  | T  | C  | T  | T  | C  | T  | C  | T  | C  | T  | C  | T  | C  | T  | C  | T  | C  | T  | T  | C  | T  | C  | C  | T  | C  | T  | C  |
| Risultato | V | N | V | V | V | P | V | P | P | N  | P  | P  | N  | V  | N  | P  | N  | P  | N  | N  | P  | N  | N  | P  | N  | N  | V  | N  | N  | V  | P  | P  | V  | N  | P  | N  | V  | P  |
| Posizione | 2 | 5 | 3 | 3 | 2 | 4 | 3 | 4 | 6 | 6  | 6  | 7  | 7  | 5  | 6  | 6  | 6  | 8  | 8  | 7  | 11 | 11 | 8  | 11 | 11 | 10 | 10 | 10 | 10 | 10 | 10 | 10 | 10 | 10 | 12 | 11 | 10 | 12 |

Legenda:

Luogo: C = Casa; T = Trasferta. Risultato: V = Vittoria; N = Pareggio; P = Sconfitta.